# Duell bland bergen
Duell bland bergen (originaltitel: Night Passage) är en amerikansk western-film från 1957 med James Stewart och Audie Murphy i huvudrollerna. Filmen regisserades av James Neilson.

## Handling
Grant McLaine (James Stewart) får ett jobb för att vakta ett tåg och en lönetransport på $10 000. Hans bror, den kriminella Utica Kid (Audie Murphy), och hans gäng tar tillfället i akt och rånar tåget. McLaine ger sig efter sin bror och hans gäng i ett försök att få dom att ge tillbaka pengarna och för att få brodern att komma över på rätt sida om lagen.

## Om filmen
Denna film skulle blivit det sjätte samarbetet mellan Stewart och regissören Anthony Mann. Men på grund av andra uppdrag och ett bråk över rollbesättningen av Audie Murphy valde Mann att inte regissera filmen.

## Rollista (i urval)
- James Stewart
- Audie Murphy
- Dan Duryea
- Dianne Foster
- Elaine Stewart
- Brandon De Wilde